# Lymnas albugo
Lymnas albugo är en fjärilsart som beskrevs av Hans Ferdinand Emil Julius Stichel 1910. Lymnas albugo ingår i släktet Lymnas och familjen Riodinidae. Inga underarter finns listade i Catalogue of Life.